# Ик-Вершина
Ик-Вершина (баш. Ыҡ-Вершина) — деревня в Белебеевском районе Башкортостана, относится к Малиновскому сельсовету.

## Географическое положение
Расстояние до:
- районного центра (Белебей): 21 км,
- центра сельсовета (Малиновка): 9 км,
- ближайшей ж/д станции (Приютово): 11 км.

## История
Название происходит от назв. р. Ык и термина баш ‘вершина, исток’.

## Население
| 2002 | 2009 | 2010 |
| ---- | ---- | ---- |
| 19   | ↘9   | ↗18  |

Национальный состав
Согласно переписи 2002 года, преобладающая национальность — русские (42 %).

## Религия
В деревне есть православная часовня.